# Джо Вільямс (борець)
Джо Вільямс (англ. Joe Williams; нар. 26 листопада 1974,Чикаго, Іллінойс) — американський борець вільного стилю, дворазовий бронзовий призер чемпіонатів світу, переможець Панамериканського чемпіонату, дворазовий чемпіон Панамериканських ігор, бронзовий призер та чотириразовий переможець Кубків світу, учасник Олімпійських ігор.

## Біографія
Боротьбою почав займатися з 1980 року. Виступав за борцівський клуб «Sunkist Kids», Скоттсдейл. Тренери — олімпійські чемпіони Денні Гейбл та Томас Брендс.
Закінчив Університет Айови за фахом соціології та теорії комунікації. Після завершення активних виступів на борцівському килимі працює помічником тренера в цьому університеті.

## Виступи на Олімпіадах
| Змагання                    | Збірна | Вагова категорія | Місце |
| --------------------------- | ------ | ---------------- | ----- |
| Літні Олімпійські ігри 2004 | США    | 74 кг            | 5     |

## Виступи на Чемпіонатах світу
| Змагання                        | Збірна | Вагова категорія | Місце  |
| ------------------------------- | ------ | ---------------- | ------ |
| Чемпіонат світу з боротьби 1999 | США    | 76 кг            | 4      |
| Чемпіонат світу з боротьби 2001 | США    | 76 кг            | Бронза |
| Чемпіонат світу з боротьби 2003 | США    | 74 кг            | 13     |
| Чемпіонат світу з боротьби 2005 | США    | 74 кг            | Бронза |
| Чемпіонат світу з боротьби 2007 | США    | 84 кг            | 5      |

## Виступи на Панамериканських чемпіонатах
| Змагання                                   | Збірна | Вагова категорія | Місце  |
| ------------------------------------------ | ------ | ---------------- | ------ |
| Панамериканський чемпіонат з боротьби 2008 | США    | 84 кг            | Золото |

## Виступи на Панамериканських іграх
| Змагання                  | Збірна | Вагова категорія | Місце  |
| ------------------------- | ------ | ---------------- | ------ |
| Панамериканські ігри 1999 | США    | 76 кг            | Золото |
| Панамериканські ігри 2003 | США    | 74 кг            | Золото |

## Виступи на Кубках світу
| Змагання                    | Збірна | Вагова категорія | Місце  |
| --------------------------- | ------ | ---------------- | ------ |
| Кубок світу з боротьби 2000 | США    | 76 кг            | Золото |
| Кубок світу з боротьби 2001 | США    | 76 кг            | Золото |
| Кубок світу з боротьби 2002 | США    | 74 кг            | Золото |
| Кубок світу з боротьби 2003 | США    | 74 кг            | Золото |
| Кубок світу з боротьби 2005 | США    | 74 кг            | Бронза |

## Виступи на інших змаганнях
| Змагання                                 | Збірна | Вагова категорія | Місце  |
| ---------------------------------------- | ------ | ---------------- | ------ |
| Олімпійський кваліфікаційний турнір 2004 | США    | 74 кг            | Золото |
| Міжнародний меморіал Дейва Шульца 2005   | США    | 84 кг            | Золото |
| Міжнародний меморіал Дейва Шульца 2006   | США    | 74 кг            | Золото |